# Херцеговачки санџак
Херцеговачки санџак је османска административна јединица другог нивоа која је постојала на простору Херцеговине од 1481. до 1833. и од 1851. до 1878. године. Између та два периода (од 1833. до 1851) овај санџак је био уздигнут је у покрајину првог нивоа, Херцеговачки пашалук (ејалет).
Првобитно сједиште Херцеговачког санџака је било у Фочи, а први херцеговачки санџак-бег је био Хамза-бег. Главни град је касније помјерен у Пљевља (ранији назив Брезница). Херцеговачки санџак у почетку био дио Румелијског пашалука, а оснивањем Босанског пашалука 1580. године улази у његов састав, да би 1867. постао дио новооснованог Босанског вилајета.